# Bonaventura Berlinghieri

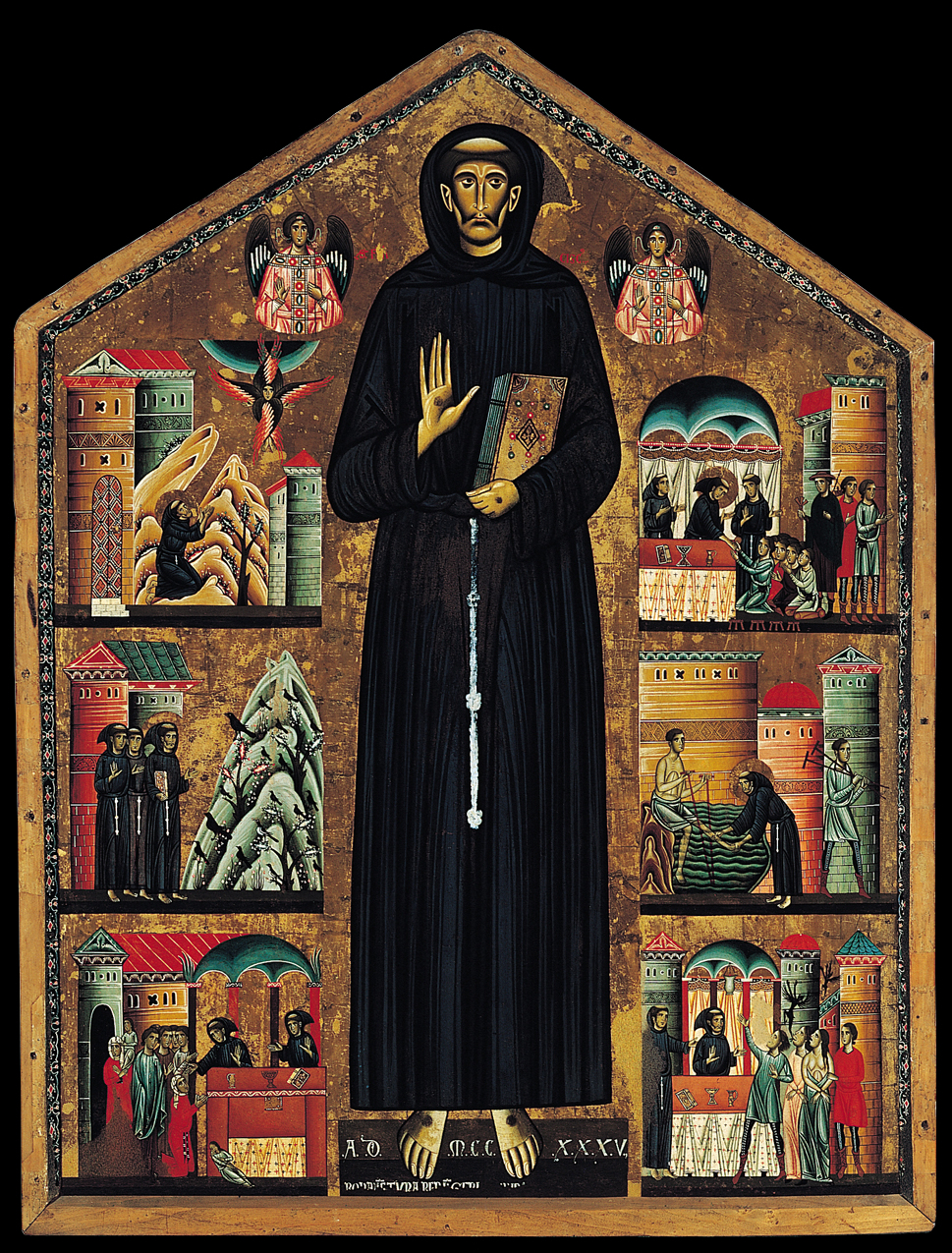
Bonaventura Berlinghieri, 1235, retabel met de H. Franciscus en scènes uit zijn leven, Pescia

Bonaventura Berlinghieri is een Italiaans kunstschilder die actief was in Lucca van 1228 tot ca. 1274. 

## Biografie
Hij werd voor het eerst vernoemd in een document uit 1228, waarin de inwoners van Lucca per contrada (wijk) de pas gesloten vrede met Pisa bekrachtigden. In de lijst van de contrada Lischia was Bonaventura Berlinghieri opgenomen samen met zijn vader Berlinghiero Berlinghieri en zijn broer Barone. De jongste van de drie broers Marco Berlinghieri werd niet vernoemd. Over het algemeen wordt aangenomen dat Bonaventura de middelste van de drie broers was.
Daarnaast zijn er nog vijf andere documenten in de archieven gevonden, die melding maken van Bonaventura. Een eerste document van 26 november 1244 is een opdracht voor het versieren van de kamer van de aartsdeken van Lucca met vogels en andere motieven, waarvoor hij een som van zes pond ontving.
Uit 1250 zijn er twee documenten (18 en 19 maart) waaruit blijkt dat Bonaventura zijn broer Marco vertegenwoordigde in een overeenkomst met Alamanno, rector van het hospitaal van San Martino, en een voorschot van acht pond ontving voor de verluchting van een bibliam ecclesiasticam. In het document van 19 maart leende Bonaventura hetzelfde bedrag aan zijn broer met als opschortende voorwaarde voor de terugbetaling, dat de verluchting van de Bijbel binnen twee en halve maand moest afgewerkt zijn.
Het vierde document van 26 september 1266 is een getuigenis in een dispuut over een huis dat aan zijn schoonzoon Lupardo had toebehoord. Hierin vermeldde hij onder meer dat Lupardo bij hem een opleiding tot schilder kreeg. Men kan afleiden dat dit tussen 1245 en 1248 was. Verder zegde hij van zichzelf dat hij meer dan 50 jaar oud was en dat zijn fortuin meer dan honderd pond bedroeg.
Het laatste document waarin hij vernoemd werd als getuige is gedateerd op 18 september 1274, waaruit men kan afleiden dat hij na die datum moet gestorven zijn.

## Werken
Bonaventura heeft een werk gesigneerd en gedateerd, een retabel met de H. Franciscus en scènes uit zijn leven in de kerk van San Francesco in Pescia. Op basis hiervan werden een aantal werken aan hem toegeschreven. Volgens Edward B. Garrison (in 1951) was de Franciscus ven Pescia het enige werk van de kunstenaar dat bewaard is gebleven. Een van de andere werken die aan zijn 'school' worden toegeschreven is een dubbel paneel met een Madonna met kind en heiligen en een kruisiging, gedateerd op ca.1260-1270 en nu bewaard in Florence in de Galleria degli Uffizi. Ook het geschilderde kruisbeeld van Treglio, met een Christus triumphans wordt aan hem toegechreven
- Gemeinsame Normdatei: 141546980
- International Standard Name Identifier: 0000 0000 4722 8281
- Library of Congress Control Number: nr91030834
- RKD-Nederlands Instituut voor Kunstgeschiedenis: 7396
- Union List of Artist Names: 500022890
- Virtual International Authority File: 63865035
- WorldCat: E39PBJhhtYG8qcD8TXp37tHKVC